# Глубчицкий повет
Глубчицкий повет (пол. Powiat głubczycki)  —  повет (район) в Польше, входит как административная единица в Опольское воеводство. Занимает площадь 673,1 км². Население — 46 892 человека (на 31 декабря 2015 года).

## Административное деление
- города: Баборув, Глубчице, Кетш
- городско-сельские гмины: Гмина Баборув, Гмина Глубчице, Гмина Кетш
- сельские гмины: Гмина Бранице

## Демография
Население повета дано на 31 декабря 2015 года.
| Перепись            | Всего  | Мужчины | Женщины |
| ------------------- | ------ | ------- | ------- |
| Всего               | 46 892 | 22 879  | 24 013  |
| Городское население | 21 881 | 10 435  | 11 446  |
| Сельское население  | 25 011 | 12 444  | 12 567  |